# 지역방문의 해
지역방문의 해(地域訪問-)는 대한민국 문화체육관광부에서 2001년 '한국방문의 해'를 시작으로 2004년부터 매년 한 지역씩 선정하고 있는 지역 관광 활성화 사업이다.

## 역사 및 개요
이 사업은 1999년 관광의 날 기념식에서 김대중 대통령이 2002년 월드컵 및 2002년 아시안게임에 대비하여 국내수용여건을 개선 및 분단국가인 대한민국에 외국 관광객을 대규모로 초청하여 통일한국의 희망과 평화의 메시지를 전달하고, 고부가가치 산업이자 고용 창출 효과가 큰 관광산업의 육성으로 경제난을 타개한다는 목적으로 2001년을 한국방문의 해로 공식 선언하는 것으로 시작되었다. 가장 처음 신청서를 접수한 것은 2003년 6월경으로 이 때에는 10개 시·도별로 신청서를 접수하였고, 이후 2004년부터 차례대로 강원도(2004), 경기도(2005), 제주도(2006), 경상북도(2007), 광주광역시·전라남도(2008), 인천광역시(2009), 대전광역시와 충청남·북도(2010), 대구광역시(2011), 전라북도(2012), 부산광역시·울산광역시·경상남도(2013) 순으로 선정되었다.
우선 '지역방문의 해'로 선정된 지역은 문화체육관광부로부터 관광진흥개발기금으로 20억을 받게 되며, 한국관광공사등과 연계하여 대내외로 홍보를 펼치게 된다.

## 연도별 선정지역

### 2004년 강원방문의 해
2004년에 선정된 지역은 강원도이다. 사업기간은 2004년 3월부터 2005년 2월까지였다. 강원도에서 처음 계획한 목표는 관광소득 2조 6천억원, 내국인 7천만, 외국인 120만명 유치였으며, 7개분야의 27개 과제 시행을 추진하였다.
홍보대사로는 탤런트 안재욱이 위촉되었다.
상반기에는 비교적 홍보가 적었고 4월 총선 및 5월 경기침체를 맞아 관광분위기가 위축되었음에도 불구하고, 2003년보다 26만 1,000여명(1.2%)이 더 늘어난 2,183만 6,000여명의 관광객이 다녀오는 등 적지 않은 성과를 거뒀다. 특히 일본이나 동남아시아 국가에서 겨울연가와 가을동화의 촬영지인 춘천을 방문하여 2003년에 비해 외국인 관광객이 대폭 늘어나게 되었다.(총 64만 3000여명으로 55.8% 상승)
2004년 6월부터는 도내의 미군부대 전입장병들에게 인근 관광지를 여행시켜주어 미군 부대장이 도지사에게 감사의 말을 전하기도 하였으며, 서울지하철 7호선에서는 7월 30일부터 10월 14일까지 77일간 강원방문의 해의 홍보를 위해 '환경문화열차'를 운행하기도 하였다. 하지만 8월에는 3대 국제이벤트에 춘천이 빠진 것 등으로 류종수 춘천 시장이 김진선 강원도 도지사와 마찰을 빚기도 했다.
2004년 12월 시·도 결산 결과 강원도는 내국인 관광객 7천만명, 외국인관광객 120만명의 시대가 개막되었으며, 2004년 국내 여행 선호지역 1위(38.5%), 우수관광상품 1위에 선정되면서 전국민의 휴가지, 한류관광의 핵심지역으로 부상하였다.
2005년 1월 30일 강원도가 발표한 자료에 따르면, 2004년 도 방문 관광객은 내국인 6,895만 8,000명, 외국인 143만 5,000명 등 모두 7,039만명으로, 기획시에 세웠던 목표를 어느정도 달성하였다. 특히 외국인 관광객의 경우 2000년 66만7,000명에서 4년 만에 2배이상 증가하였다.(전년대비 40.4% 증가) 하지만 외국인 관광객이 평창 등 몇몇 도시에만 크게 몰리는 등(외국인 관광객의 74.6%) 지역 편중화 현상을 빚었다. 또 관광객 수는 늘었으나 도민들의 참여 부족과 생활형편 향상에 별로 도움이 되지 못했다는 주장도 있다.

#### 사업 개요
- 기본 개념 : 동계 올림픽 유치과정에서 상승한 강원도의 이미지를 2004년에 개최되는 3대 국제이벤트와 연계시켜 강원관광의 수준을 세계화 시킴으로써 한국의 관광수도, 동북아 관광허브 실현
- 명칭 : 2004년 강원방문의 해
- 추진기구
  - 주관 : 강원도, 웰컴투강원추진협의회
  - 추진기구 : 2004 강원방문의 해 추진기획단
  - 후원 : 문화관광부, 한국관광공사
- 추진기간
  - 준비기간 : 2003년 12월 1일 ~ 2003년 12월 31일
  - 사업시행 : 2004년 3월 1일 ~ 2005년 2월 28일(1년간)
  - 평가환류 : 2005년 3월 1일 ~ 2005년 6월 30일
- 중점사업 : 7개 분야 27개 과제
  - 문화관광축제·국제회의 개최 : 4개 사업
  - 2004년3대 특별 국제이벤트개최 : 3개 행사
  - 특별참여 체험형 관광상품·자원개발 : 3개 사업
  - 관광객유치 특별프로그램 운영 : 6개 사업
  - 국내외 홍보·마케팅 활동 전개 : 5개 사업
  - 손님맞이 관광수용태세 확립 : 4개 사업
  - 방문의 해 특별사업 : 2개 사업

#### 7개 분야 27개 과제
아래 본문은 '2004 강원방문의 해' 사업요약 문서를 바탕으로 작성되었기 때문에 일부 내용은 사실과 다를 수 있습니다.
문화관광축제 특별프로그램
총 2개 축제로 기획되었다.
- 춘천 국제마임축제 : 5월 말에 시행하여, 외국인 5천명 유치가 목표였다. 이 축제는 춘천마임축제 운영위원회 주관이다.
- 양양 송이축제 : 9월~10월중에 시행하여, 외국인 1만명 유치가 목표였다. 이 축제는 송이축제 위원회에서 주최한다.

강원10대 문화관광이벤트
기획한 '강원10대 문화관광이벤트'는 다음과 같다.
- 화천 비목문화제 (2004년 6월)
- 강릉 단오제 (2004년 6월)
- 동해 늘푸른바다축제 (2004년 7~8월)
- 강릉 바다예술제 (2004년 7~8월)
- 춘천 애니타운 페스티벌 (2004년 8월)
- 춘천 막국수 축제 (2004년 8월)
- 평창 효석문화제 (2004년 9월)
- 속초 설악문화제 (2004년 10월)
- 인제 빙어축제 (2005년 1월)
- 삼척 죽서문화제 (2005년 2월)

겨울 눈꽃축제
두가지가 기획되었다.
- 눈의나라 페스티벌(Fun Ski Festival) : 총 12회, 1만 2천명 유치가 목표였다.
- 강원도 3대 눈꽃축제(대관령, 태백산, 설악산)를 관광상품화 : 이 기획은 6천명 유치가 목표였다.

ASEAN+3 NTO
ASEAN 10개국과 한·중·일 3개국의 관광 관계자 100여명이 모이는 국가관광기구(NTO) 회의를 기획하였다.
강릉국제관광민속제
강릉국제관광민속제(Gangneung International Folklore Festival)는 2004년 6월 11일 ~ 6월 27일까지 총 17일간 진행되었다. 행사장소는 강릉 남대천 시민공원이었다. 강릉시와 강원도가 주최하고 강릉국제관광민속제추진위원회가 주관하였다.
- 주제: 신과 인간의 만남(Communion with Man & Myth)
- 부제: 천년의 신바람, 세계인의 어울림(Jubilation of Millennium : Becoming One World)
- 참가팀 : 미국, 일본, 중국 등 30여개국의 민속공연팀
- 관람객 100만명(외국인 관광객은 1만 5천명) 유치가 목표였다.
- 강릉단오제가 2005년 11월 유네스코의 세계무형유산에 선정되는데 큰 역할을 하였다.[16]

대관령 국제음악제
대관령 국제음악제(Great Mountains Music Festival)는 강원방문의 해를 시작으로 매년 7-8월에 열리고 있는 국제 음악제이다. 아스펜 음악제를 모델로 만들어졌다. 국제음악제 행사와 함께 음악학교도 같이 열리는데, 15개국에서 120명이 참가하였다. 나이의 제한은 없고, 녹음 테이프를 통한 오디션으로 뽑았다. 강원방문의 해로 선정되었던 2004년에는 7월 24일부터 8월 8일까지 총 3주간 열렸다.
- 기획 당시에는 관람객 2만명(외국인 3천명) 유치가 목표였다.

원주국제따뚜
원주국제따뚜(Wonju International Tattoo)는 원주에서 2년마다 10월에 열리고 있는 국제 타투(군악대의 행진의식) 행사로써, 아시아 유일의 군악제이다. 영국의 에든버러 밀리터리 타투, 캐나다의 노바스코샤 타투에 이은 세계 3대 타투를 목표로 하는 행사이다. 2000년 세계평화팡파르 라는 이름으로 처음 개최하였다가 2004년 국무조정실로부터 국제행사로 정식 승인을 받은 후 이미지 변신을 위해 원주국제따뚜로 이름을 바꾸었다.
강원방문의 해로 선정되었던 2004년에는 10월 8일부터 10월 13일까지 6일간 진행되었다.
- 참가 : 14개 군악대가 참가하였다.
  - 국외 참가팀 : 9팀(캐나다, 영국, 일본, 터키, 뉴질랜드, 미국, 태국, 러시아)
  - 국내참가팀 : 5팀(국방부, 육군, 해군, 공군, 해병대)[19]
- 기획시 관람객은 30만 명(외국인은 만명)이 목표였다.

특별관광상품 개발 및 판촉
- 시장별 특별관심관광 상품 육성을 목표로 하였다.
  - 일본: 실버·미용, 인센티브, 스포츠, 수학여행, 드라마 촬영지
  - 중국: 테마리조트, 산업관광, 한류관광, 카지노, 드라마 촬영지
  - 동남아시아: 계절상품, 드라마 촬영지
  - 구미(歐美) : 태권도, 템플 스테이, 전통문화체험(다도, 한복체험)
- 신혼여행 상품을 신규 개발하였다.(스키체험, 웨딩·커플 이벤트 등)
- 한류상품을 육성하였다. (조형물 설치, 팬 사인회 등)
- 아마추어 스포츠상품을 육성하였다.(태권도, 스노우보드, 걷기대회 등)

'먹거리·살거리' 관광상품 개발
- 전통향토음식점인 '관광음식점'을 매년 20개 업소씩 육성하기로 하였다.
- 먹거리촌, 상가 등에 '관광 식당' 및 쇼핑가를 시범 육성하기로 하였다.
- 관광기념품과 특산품을 육성하여 관광코스화(10개소), 판매장을 확대 설치하기로 하였다.

특성적 테마관광자원 확충
- 테마파크형 관광지 : 4개사업 (파병용사 만남의장, 실향민문화촌 등)
- 남북교류 관광기반 구축 : 3개사업 (남북교류타운, 안보관광지 등)
- 특화형 관광자원 조성 : 8개사업 (한지테마파크, 선교장, 추암, 수석테마 등)
- 국민여가지대 조성 : 9개사업 (막국수 명품관, 석병산 주변개발 등)
- 국도립공원 시설확충 : 3개사업 (설악동 재개발/리모델링 등)

한국전 참전용사 유치 (배틀그라운드 투어)
- 대상 : 한국전 참전용사 및 그 가족 (구미주 중점)
- 철원 땅굴, 생태관광, 을지전망대, 설악산 등 (수도권 연계)
- 참전용사 인센티브 제공 : 환영행사, 무료입장, 기념품 등

태권도 연고자 유치활동 전개
- 대상은 태권도 수련생 및 가족으로 종주국 순례프로그램 운영
- 태권도 관련, 이벤트·연수프로그램 운영

해외 자매도시 주민 초청 추진
- 대상 : 도, 시군 결연 23개 외국 자치단체
- 초청 : 수학여행단, 관광업계 인사 등

해외동포 고향방문 사업 추진
- 모국방문 유도 및 자녀 수학여행 확대 추진
- 현지광고, 홍보물 배포, 현지 교민단체 홈페이지 활용 홍보

강원 인연맺기 운동 전개
- 대상 : 국내외 외국 주요인사, 입양아·교포·참전용사 등
- 홍보물 송부, 펜팔, 인터넷(카페) 활용 등

강원 관광멤버쉽제(회원제)운영
- 외국인 관광객을 대상으로 멤버쉽(회원)카드 발급
- 할인 및 예약서비스, 시설이용 우대 등 특별서비스 제공

국내외 인적네트워크 구축
- 국내 유명인사 홍보대사위촉 : 19명 → 30여명
- 현지 홍보·자문대사위촉 : 시장별로 3~5명

타겟시장별 특별 홍보·판촉활동 확대
총 20회 실시 예정이었다.
- 중화권·일본·동남아 대상, 설명회 등 현지 판촉활동 전개
- 3대 국제이벤트, 특별유치 프로그램 등 집중 홍보

해외 언론·여행사 초청 사전답사여행 전개
총 70회 실시, 800명 예정이었다.
- 현지 유력언론인 : 20회 200명
- 인바운드 여행업체 상품기획자 : 30회 400명
- 수행여행 상품기획 교직자 등 : 20회 200명

해외 대중 매체 특별홍보 추진
- 해외 대중 매체 특별 CF광고 실시

총 10여회 실시할 예정이었다.
- 외국 방송사 여행프로그램, 일간·전문지 특집게재
- 현지 인터넷 포털사이트 활용 홍보 추진

국내 관광객 유치 홍보활동 전개
- 주요지역 현지 설명회 개최 : 3회(서울, 부산, 제주)
- 주요행사를 통한 홍보실시 : 4회(전국체전, PATA총회 등)
- 홍보물 게첨·배포 : 홍보탑, 입간판, 현수막, 홍보물 등

4대 선진도민운동(친절·청결·질서·신용)의 대대적 전개
6개분야 40대과제를 선정하여 범도민 자율운동으로 추진하였다.
- 6개분야
  - 민간협의회 운영활성화
  - 도민 관광마인드 함양
  - 접객업소 서비스 향상
  - 도민 참여 붐 확산
  - 관광객 및 도민참여 프로그램운영
  - 서비스 불편사례 예방
- 관광 아카데미 운영 확대 : 전도민 대상, 20만명 목표
- 관광서비스 경진대회개최 : 음식, 서비스 등 4개분야

국제수준의 관광홍보·안내체계 확충 정비
- 관광지 안내표지판 정비개선 : 62개소
- 관광정보화 시범지역 육성(속초) : 종합시스템구축, 첨단장비 도입
- 문화유산해설사 신규양성 배치 : 9시·군 22명(기존배치 48명)

민박 시범마을육성 및 요금예고제실시
- 민박 시범마을육성  : 11개마을 216가구
- 민박요금예고제 실시 : 최고 및 협정요금 사전예고

전국최고의 아름다운 화장실 가꾸기 운동 전개
- 강원방문의 해 개방화장실 지정 운영 : 1,000개소
- 공중ㆍ휴게소ㆍ터미널화장실 중점 정비 : 983개소
- 노후·불량 간이이동식 화장실 개선 : 1,200개소

관광 R&D파크 건립 추진
- 목적
  - 21C 선도산업인 관광산업을 전문적으로 조사ㆍ연구하고 전문인력양성, 교육 등 기능을 지닌 종합연구단지 건립
  - 국제적 수준의 관광전문 클러스터로 육성
- 위치·규모 : 타당성조사를 거쳐 별도 선정
- 추진기간 : 별도 용역을 거쳐 확정
- 도입시설 : 연구 + 교육 + 전시시설 건립, 관광관련 공공기관 유치 (관광공사, 연구원 등)

강원관광공사(가칭) 설립 추진
- 목적 : 강원관광의 계화를 위한 전문기관을 설립하여 관광진흥의 핵심적 역할과 기능수행
- 명칭 : 강원관광공사 또는 강원관광진흥공사
- 형태 : 지방공사형 또는 재단법인 형태 (별도 검토)
- 설립시기 : 2005년 상반기
- 기능
  - 국내외 관광홍보·마케팅 활동 전개, 관광인력 양성 및 훈련
  - 관광관련 조사연구, 유관기관·업체 등 관광활동 지원협조
  - 관광자원 개발사업, 관광지 조성과 관리운영, 민외자 유치
  - 쇼핑, 면세점, 컨벤션업 등 이용편의시설 설치·운영 등

#### 캐치프레이즈·엠블럼
캐치프레이즈
영문은 도내용, 대외용으로 따로 구분지어 사용하였다.
- 도내용 문구 : Welcome to Gangwon, Heavenly blessed land
- 대외용 문구 : Visit amazing Gangwon, Heavenly blessed land

국문의 경우 도내용, 대외용 구분없이 사용되었다.
- 강원에서 아름다움과 순수함을 느끼세요
- 강원을 만나면 당신도 자연입니다

엠블럼
도 캐릭터인 '반비'(BAN-B) 가 사용되었다.
반달곰을 의인화시킨 캐릭터이다.

### 2005년 경기방문의 해
2005년에 선정된 지역은 경기도이다. 1월 11일에 수원실내체육관에서 선포식을 가졌다. 4월 14일 세계관광기념품 디자인공모전 전시회를 시작으로 경기도의 여러 도시에서 각종 행사를 개최하였다. 경기도의 경우 2003년 초반에 2005 경기방문의 해 사업을 구상하였기 때문에 3년간의 준비 기간을 가질 수 있었다. 따라서 지역방문의 해 사업을 가장 체계적으로 추진한 사례라고도 볼 수 있다. 홍보대사로는 축구 감독 차범근, 희극인 김종국, 가수 이안 , 궁중요리 연구가 한복려, 아테네 올림픽 금메달리스트 문대성, 영화배우 정준호, 골프선수 박지은, 가수 조용필, 작곡가 안익태 선생의 유족, 방송인 이상용, 가수 장윤정 등 총 11명이 임명되었다.
처음 경기도에서 기대한 관광객 수는 외국인 800만명을 포함, 총 6,900만명이었지만, 경기도를 방문한 총 관광객 수는 외국인이 134만명, 내국인이 5,539만명으로 총 5,674만명이 방문한 것으로 추정되어 기대에 못 미치는 결과를 얻었다. 관광 수입의 경우 약 4조 2천 5백억원이 경기도에서 소비된 것으로 추정된다.

#### 사업 개요
- 명칭: 2005년 경기방문의 해
- 주제: 사랑해요 경기, 함께해요 2005년
- 부제: - 경기도에 오시면 한국이 한눈에 보입니다.

- 대한민국 체험학교 경기도
- 한반도 다큐멘터리 경기도
- 목표: 경기도 관광사업 발전에 새로운 전기를 마련하고, 지속적인 지역경제 성장과 국가발전에 기여
- 양적 목표: 관광객 수 증대 2002년 4,00만에서 2005년 6천9백만명
- 총사업비 : 173억 4,600만원

#### 지정 60대 축제
지정 60대 축제는 경기방문의 해에 선정한 60개의 지역 축제를 의미한다. 이 중 주요 10개 축제를 10대 대표 축제, 나머지 50개 축제를 50대 지역축제라고 한다.
세계도자비엔날레
세계도자비엔날레는 격년(隔年)제로 시행되는 축제로 2001년부터 꾸준히 개최되고 있다. 경기방문의 해였던 2005년에는 제 3회 세계도자비엔날레가 열렸으며 총 67개국이 참가하였으며 398만 2천여명이 관람하였다.
- 행사 개요(제 3회)
  - 기간: 2005년 4월 23일부터 6월 19일까지 총 58일간 진행되었다.
  - 장소: 이천세계도자센터, 광주조선관요박물관, 여주세계생활도자관
  - 주제: 문화를 담는 도자(Ceramics: The Vehicle of Culture)
  - 후원: 문화관광부, 행정자치부, 산업자원부, 외교통상부, 국제도자협의회(IAC), 미국도자교육평의회(NCECA)
- 관련 홈페이지 : 2005 제 3회 경기도 세계도자비엔날레[깨진 링크(과거 내용 찾기)]

세계평화축전
세계평화축전은 임진각에서 열린 축제이다. 국내에서는 75개 단체 750명이, 해외에서는 17개국 17단체 110명이 참가하였으며 총 101만명이 관람하였다.
- 행사 개요
  - 기간: 2005년 8월 1일부터 9월 11일까지 총 42일동안 진행되었다.
  - 장소: 경기도 임진각 평화누리, 예술마을 헤이리, 도라산역, 파주출판문화단지, 자유로
  - 주제: 평화ㆍ상생ㆍ통일ㆍ생명
  - 주최: 경기도
  - 후원: 파주시, 통일부, 외교통상부, 행정자치부, 문화관광부, 여성부, KBS, 한국관광공사, 유니세프 코리아, 아리랑 TV
- 관련 홈페이지 : 파주시 세계도시축전 소개 문서

고양 2005 서울 모터쇼
서울 모터쇼는 격년(隔年)제로 시행되는 축제로 1995년부터 현재까지 꾸준히 개최되고 있다. 2005년 열렸던 제 5회 서울 모터쇼는 총 102만명 5천명이 관람하였으며 총 8000억원의 경제적 효과를 냈다.
- 행사 개요[33]
  - 기간: 2005년 4월 28일부터 5월 8일까지 총 11일동안 진행되었다.
  - 장소: 경기도 고양시 한국국제전시장(KINTEX)
  - 주제 : 변화, 계속되는 놀라움(Endless Surprise in our motor life)
- 관련 홈페이지 : 서울 모터쇼 홈페이지

부천국제판타스틱영화제
부천국제판타스틱영화제(PIFan)는 1997년부터 매년 7월에 개최하고 있는 국제 영화제이다. 23개국의 92편의 영화가 상영되었다.
- 행사 개요
  - 기간: 2005년에는 7월 14일부터 7월 23일까지 총 10일간 진행되었다.
  - 개막작: 티무어 베크맘베토브 감독의 《나이트 워치》
- 관련 홈페이지: 부천국제판타스틱영화제 홈페이지

안성남사당바우덕이축제
안성남사당바우덕이축제는 2001년 처음 시작하여 매년 9월 말에서 10월 초 사이에 개최되는 축제이다. 주요 행사로는 전국 풍물경연대회와 남사당놀이 한마당 등이 있으며 축제기간동안 총 50만명이 관람하였다. 배재대학교 관광이벤트 연구소의 평가분석에서는 전년도보다 관람객이 9.4% 더 증가하였으며, 지역경제 파급효과는 65억원(소매업 부문 약 25억원, 음식업 약 21억원, 숙박업 약 3억원, 도로여객운송업 약 11억원, 기타 문화오락서비스 약 5억원)으로 추산했다.
- 행사 개요
  - 주제: 접시를 깨뜨린 버나잽이!
  - 기간: 2005년 10월 5일부터 10월 9일까지 총 5일간 진행되었다.
  - 장소: 안성시 종합운동장과 시내
  - 주최: 안성시
  - 주관: 안성 남사당 바우덕이 축제 위원회
  - 후원: 문화관광부, 경기도, 한국관광공사, 경기관광공사, 안성시민
- 관련 홈페이지: 안성 남사당 바우덕이 축제 홈페이지

한국고양꽃전시회
한국고양꽃전시회는 1991년 처음 시작하여 국제세계꽃박람회가 없는 해에 매년 4월에 개최되는 행사이다. 국제세계꽃박람회는 고양시의 축제로, 1997년 처음 시작하여 우리나라 최초의 국제 꽃 박람회이며 3년마다 개최된다. 2005년에는 국제세계꽃박람회가 열리지 않는 해로, 제 12회 한국고양꽃전시회가 열렸다. 전시회 기간에 모두 716만달러의 무역 상담이 이루어졌고 이 가운데 44.7%인 320만달러의 수출계약이 성사되었다. 이는 지난 전시회 수출액인 198만 달러에 비해 약 62% 늘어난 것이며, 원래 예상했던 수출 목표액인 200만달러를 크게 웃돈 수치이다.
- 행사 개요
  - 기간: 2005년 4월 16일부터 5월 1일까지 총 16일간 진행되었다.
  - 장소: 고양꽃전시관, 일산 호수공원
  - 주최: 고양시
  - 주관: 재단법인 고양세계꽃박람회조직위원회
  - 후원: 농림부, 경기도, 고양시, 농협중앙회 고양시지부, 한국관광공사, 농수산물유통공사, 농촌진흥청, 경기화훼농협, 사단법인 화훼생산자협의회, 사단법인 한국종자협회, 서울체신청
- 관련 홈페이지: 고양국제꽃박람회 홈페이지

과천한마당축제
과천한마당축제는 야외극을 중심으로 하는 축제로, 1997년 세계마당극큰잔치 라는 이름으로 시작하였다. 이후 2000년에 들어 과천마당극제로 이름을 바꾸고 2003년에 이르러 과천한마당축제로 자리잡게 된다. 이 축제는 매년 9월에 개최된다.
- 행사 개요
  - 기간: 2005년 9월 23일부터 9월 28일까지 총 6일간 진행되었다.
  - 장소: 정부종합청사 잔디마당, 중앙공원, 시민회관 대·소극장, 야외무대, 관악마당, 온온사, 별양동 쉼터
  - 주최: 과천시
  - 주관: 재단법인 과천한마당축제
  - 후원: 경기관광공사, 한국문화예술위원회, 이집트문화부, 주한이집트대사관, 프랑스문화원
- 관련 홈페이지: 과천한마당축제 홈페이지 보관됨 2009-04-29 - 웨이백 머신

수원화성국제연극제
수원화성국제연극제는 1996년에 처음 시작하여 매년 8월에 열리는 축제이다. 2005년에는 제 9회 수원화성국제연극제가 열렸다.
- 행사 개요
  - 기간: 2005년 8월 17일부터 8월 28일까지 총 12일간 진행되었다.
  - 장소: 화성행궁, 수원야외음악당, 경기도 문화의 전당, 영통종합사회복지관, 장안공원, 팔달문
  - 주최: 수원화성문화재단
  - 주관: 수원화성국제연극제 집행위원회
- 관련 홈페이지: 수원화성국제연극제 홈페이지

의정부국제음악극축제
의정부국제음악극축제는 2002년에 처음 시작하여 매년 4월이나 5월에 열리는 축제이다. 2005년 축제에서는 국내 축제평가등급 중 최고등급인 A등급에 선정되었다.
- 행사 개요
  - 기간: 2005년 5월 10일부터 5월 28일까지 총 19일간 진행되었다.
  - 장소: 의정부 예술의 전당
  - 주최: 재단법인 의정부예술의전당
  - 주관: 의정부국제음악극축제 집행위원회
- 관련 홈페이지: 의정부국제음악극축제 홈페이지

남양주세계야외공연축제
세계야외공연축제는 2001년에 처음 시작하여 매년 8월에 개최하는 축제이다. 2004년까지는 남양주시에서 개최하다가 규모를 늘려 2005년부터 2006년까지 남양주시와 양평군에서 개최하였다. 하지만 남양주 세계야외공연축제 집행위원회와 남양주시 민선 3기가 갈등을 일으키면서 2007년에 처음으로 양평군에서 단독 개최하게 되었으며 현재 양평 두물머리 세계야외공연축제로 이름이 변경되었다. 2005년에는 경기방문의 해를 맞아 '세계야외공연축제 2005 경기'로 명칭을 바꿔 진행하였으며 당초 5억원의 예산지원이 무산되어 공연 규모가 크게 줄어들었다.
- 행사 개요
  - 기간: 2005년 8월 5일부터 8월 9일까지 총 5일간 진행되었다.
  - 장소: 가평군, 구리시, 남양주시, 양평군 등 경기동북부 지역
- 관련 홈페이지: 세계야외공연축제 홈페이지[깨진 링크(과거 내용 찾기)]

| 지역     | 축제 명                                                        |
| -------- | -------------------------------------------------------------- |
| 수원시   | 수원 화성문화제, 유네스코 동아시아 어린이 공연예술제           |
| 성남시   | 성남 세계 민속예술 축제, 모란 민속 5일장 축제, 성남 문화예술제 |
| 부천시   | 국제 학생 애니메이션 페스티벌, 복사골 예술제                   |
| 안양시   | 안양대축제                                                     |
| 안산시   | 단원 미술제(안산 김홍도 축제), 대부 포도 축제                  |
| 용인시   | 용구 문화 예술제                                               |
| 평택시   | 평택항 축제                                                    |
| 광명시   | 오리 문화제                                                    |
| 시흥시   | 물왕 예술제                                                    |
| 군포시   | 군포 대축제                                                    |
| 화성시   | 화성 포구 축제, 효 마라톤 대회, 3·1절 재현 행사                |
| 이천시   | 이천 쌀 문화 축제, 이천 백사산 수유꽃 축제                     |
| 김포시   | 김포 문화 예술제                                               |
| 광주시   | 남한산성 문화제                                                |
| 안성시   | 죽산 국제 예술제                                               |
| 하남시   | 이성문화제                                                     |
| 의왕시   | 의왕 어린이 축제, 백운 예술제, 의왕 단오 축제                  |
| 오산시   | 독산성 예술제                                                  |
| 여주군   | 여주 진상 명품전, 세종 문화 큰잔치, 천서리 막국수 축제         |
| 양평군   | 은행나무 축제, 맑은 물 사랑 예술제                             |
| 고양시   | 행주대첩제, 행주 문화제                                        |
| 의정부시 | 화룡 문화제                                                    |
| 남양주시 | 다산 문화제                                                    |
| 파주시   | 헤이리 페스티벌, 파주 어린이 책 한마당, 장단 콩 축제           |
| 구리시   | 동구릉 문화제, 한강 코스모스 축제                              |
| 동두천시 | 동두천 락 페스티발                                             |
| 포천시   | 산정호수 명성산 억새꽃 축제                                    |
| 양주시   | 양주 별산대놀이                                                |
| 가평군   | 북한강 축제, 연인산 들꽃축제                                   |
| 연천군   | 연천 전곡리 구석기 문화제, DMZ 민통선 예술제                   |

### 2006년
2006년에 선정된 지역은 제주도이다.

### 2007년
2007년에 선정된 지역은 경상북도이다.

### 2008년
2008년에 선정된 지역은 광주광역시와 전라남도이다.

### 2009년
2009년에 선정된 지역은 인천광역시이다.

### 2010년
2010년에 선정된 지역은 대전광역시와 충청남·북도이다.

### 2011년
2011년에 선정된 지역은 대구광역시이다.
사업기간은 2011년 1월부터 2011년 12월까지이다. 대구방문의 해 사업은 2011대구세계육상선수권대회와 연계한 성공적 사업추진으로 대구브랜드가치를 업그레이드시키고 관광 마케팅 활성화로 관광산업을 21C 대표 성장산업으로 육성하고자 한다.
내국인 관광객 170만명, 외국인 관광객 30만명 총 200만명의 관광객 유치를 목표로 하고 있다.
홍보대사로는 가수 포미닛(4minute)이 위촉되었다.

#### 사업개요
- 명칭 : 2011 대구방문의 해
- 슬로건 : 또 하나의 한국
  - 대구에서 가장 한국적인 맛을 느껴보세요.
  - 한국의 도시문화, 한국의 전토운화를 대구에서 체험할 수 있습니다.
  - 3대문화(유교, 신라, 가야문화)의 중심인 대구에서 한국 정신문화의 진수를 온몬으로 경험해 보세요.
- 사업목적
  - 2011대구세계육상선수권대회와 연계한 성공적 사업추진으로 대구브랜드가치 Up-Grade
  - 관광 마케팅 활성화로 관광산업을 21C 대표 성장산업으로 육성
- 사업목표 : 관광객 200만명 유치(내국인 170, 외국인 30)

## 참고 자료
- 문화체육관광부(기획관리실), 2003년도 상반기 주요업무 자체평가 결과
- 문화체육관광부(기획관리실), 2003년도 하반기 주요업무 자체평가 결과
- 강원도,《2004 강원방문의 해 사업계획》
- 경기관광공사, 《2005 경기관광 센서스 조사 경기도 관광객수 조사 보고서》

## 같이 보기
- 한국방문의 해
- 대한민국의 국경일
- 대한민국의 기념일
- 대한민국의 공휴일
- 기념일